# Кремона (місячний кратер)
Кра́тер Кремо́на (лат. Cremona) — великий стародавній метеоритний кратер на півночі північному заході лімбу видимого боку Місяця, більша його частина знаходиться на зворотному боці Місяця. Назву присвоєно на честь італійського математика Луїджі Кремона (1830—1903) і затверджено Міжнародним астрономічним союзом у 1964 році. Утворення кратера відбулося у нектарському періоді.

## Опис кратера
Найближчими сусідами кратера Кремона є кратер Ліндблад на північному заході; кратер Бріаншон на півночі; кратер Дезарг на північному сході; кратер Піфагор на сході південному сході і кратер Буль на півдні південному сході. Селенографічні координати центру кратера 67°14′ пн. ш. 90°52′ зх. д. / 67.24° пн. ш. 90.86° зх. д., діаметр 85,1 км, глибина 4,1 км.
Кратер Кремона має полігональну форму. Вал згладжений, перекритий двома маленькими кратерами у північно-західній частині, скупченням кратерів у північно-східній і примітним сателітним кратером Кремона L (див. нижче) у південній частині. Внутрішній схил валу широкий и нерівномірний по периметру кратера, у північній частині має широкий уступ, у західній — незвично велику ширину. Висота валу над навколишньою місцевістю сягає 1390 м, об'єм кратера становить приблизно 6800 км³. Дно чаші відносно рівне, північно-східна частина чаші зайнята здвоєною парою сателітних кратерів Кремона B і Кремона C, до західної частини валу останнього прилягають залишки центрального піка.
Через розташування біля північного північно-західного лімбу Місяця при спостереженнях кратер виглядає спотвореним, яке залежне від лібрації.

## Сателітні кратери

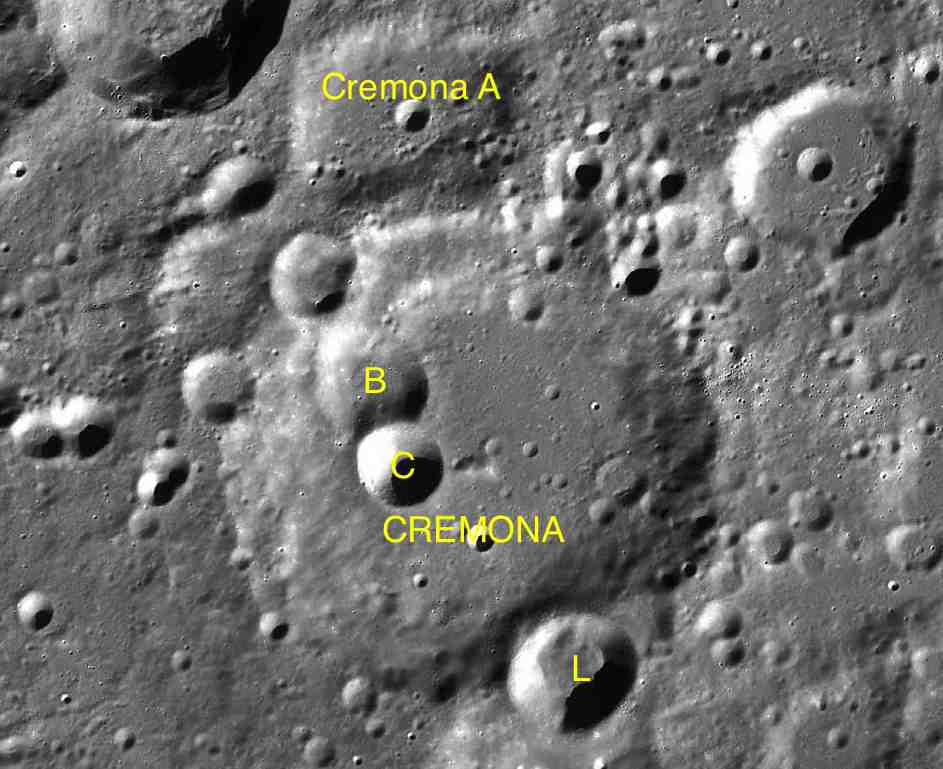
Фрагмент мапи LAC-9.

| Кремона | Координати                                                | Діаметр, км |
| ------- | --------------------------------------------------------- | ----------- |
| A       | 69°13′ пн. ш. 90°53′ зх. д. / 69.22° пн. ш. 90.88° зх. д. | 42,9        |
| B       | 67°46′ пн. ш. 92°07′ зх. д. / 67.76° пн. ш. 92.11° зх. д. | 19,3        |
| C       | 67°16′ пн. ш. 91°52′ зх. д. / 67.27° пн. ш. 91.86° зх. д. | 14,4        |
| L       | 65°56′ пн. ш. 89°58′ зх. д. / 65.94° пн. ш. 89.96° зх. д. | 21,6        |